# Querelle (Film)
Querelle oder Querelle - Ein Pakt mit dem Teufel ist ein deutsch-französischer Spielfilm. Er wurde 1982 von Rainer Werner Fassbinder gedreht und basiert auf dem Roman Querelle (Originaltitel: Querelle de Brest) von Jean Genet. Fassbinder starb am 10. Juni 1982 während der Endfertigung des Films. Ende August wurde Querelle auf dem Filmfestival Venedig gezeigt, der Filmstart in der Bundesrepublik Deutschland war am 16. September 1982.

## Handlung
Als der windige Matrose Georges Querelle mit seinem Schiff Vengeur in Brest ankommt, besucht er das Bordell Feria, das von Lysiane, der Geliebten von Querelles Bruder Robert, geleitet wird. Querelle ermordet Vic, der Komplize bei seinem Drogenschmuggel war. Durch Roger lernt er dessen Geliebten Gil kennen, der seinen Arbeitskollegen Theo ermordet hatte und nun vor der Polizei auf der Flucht ist. Querelle und Gil verlieben sich; jedoch schiebt Querelle seinen Mord an Vic Gil in die Schuhe und liefert ihn der Polizei aus.
Erwähnenswert sind die homoerotischen Beziehungen Querelles zu Lysianes Mann Nono (Norbert), der Kneipier im Feria ist. Ebenso hat Querelle eine solche Beziehung zu Mario, einem Polizisten, und gegen Ende auch mit Leutnant Seblon, dem er als Bursche auf dem Schiff dient.
Fassbinder bleibt in seinem Film sehr nah an der Romanvorlage. Die Figur von Dédé, einem Polizeispitzel, ließ er jedoch weg. Anders als im Buch zeichnet Leutnant Seblon seine geheimen Tagebucheintragungen mittels Sprachrekorder auf.

## Auszeichnungen
1983 wurde der Film in mehreren Kategorien für die Goldene Himbeere nominiert:
- Schlechteste Filmmusik:  Musik von Peer Raben
- Schlechtester Song:
  - Each Man Kills The Thing He Love: Musik von Peer Raben, Text aus einem Gedicht von Oscar Wilde
  - Young and Joyful Bandit: Musik von Peer Raben, Text von Jeanne Moreau

## Wissenswertes
- Im Film hatte Axel Bauer eine Nebenrolle. Er veröffentlichte nach Erscheinen des Films sein Lied Cargo. Ein Video wurde im Stile von Querelle von Jean-Baptiste Mondino gedreht. Der Titel wurde ein großer Erfolg in Frankreich und verkaufte sich 700.000 mal.